# Domagnano
Domagnano és un municipi de la República de San Marino amb 2.865 habitants (any 2006) i una àrea de 6,62 km². Fa frontera amb els municipis sanmarinesos de Faetano, Borgo Maggiore i Serravalle, i amb el municipi italià de Coriano.
Domagnano, prèviamente conegut com a Montelupo ("muntanya dels llops"), ja va ésser colonitzat en temps dels romans, però no és esmentat en documents fins a l'any 1300.